# Легка атлетика на літніх Олімпійських іграх 2016 — біг на 800 метрів (чоловіки)
Змагання з легкої атлетики в бігові на 800 метрів серед чоловіків на літніх Олімпійських іграх 2016 відбудуться від 12 до 15 серпня на Олімпійському стадіоні Жоао Авеланжа.

## Рекорди
Станом на 12 серпня 2016 світовий і олімпійський рекорди були такими:
| Світовий рекорд     | Давід Рудіша (KEN) | 1:40.91 | Лондон, Велика Британія | 9 серпня 2012 | Відео на YouTube |
| Олімпійський рекорд | Давід Рудіша (KEN) | 1:40.91 | Лондон, Велика Британія | 9 серпня 2012 |                  |

## Розклад змагань
Час місцевий (UTC−3).
| Дата                      | Час   | Раунд     |
| ------------------------- | ----- | --------- |
| П'ятниця, 12 серпня 2016  | 10:10 | Раунд 1   |
| Субота, 13 серпня 2016    | 22:08 | Півфінали |
| Понеділок, 15 серпня 2016 | 22:25 | Фінал     |

## Результати

### Попередні забіги
У півфінали виходять по троє перших з кожного забігу (Q) і троє найшвидших серед тих, що посіли наступні місця (q).

#### Забіг 1
| Місце | Спортсмен       | Країна                     | Час     | Примітки |
| ----- | --------------- | -------------------------- | ------- | -------- |
| 1     | Аянлех Сулейман | Джибуті (DJI)              | 1:45.48 | Q        |
| 2     | Амель Тука      | Боснія і Герцеговина (BIH) | 1:45.72 | Q        |
| 3     | Борис Беріан    | США (USA)                  | 1:45.87 | Q        |
| 4     | Клеберсон Девід | Бразилія (BRA)             | 1:46.14 | q        |
| 5     | Жан Рудольф     | Словенія (SLO)             | 1:46.93 | SB       |
| 6     | Антуан Гакеме   | Бурунді (BDI)              | 1:47.46 |          |
| 7     | Муса Хайдарі    | Косово (KOS)               | 1:48.41 |          |
| Н/Д   | Абрахам Ротіч   | Бахрейн (BRN)              | 1:46.80 | DQ       |

#### Забіг 2
| Місце | Спортсмен              | Країна            | Час     | Примітки |
| ----- | ---------------------- | ----------------- | ------- | -------- |
| 1     | Адам Кщот              | Польща (POL)      | 1:45.83 | Q        |
| 2     | Фергюсон Черуйот Ротіч | Кенія (KEN)       | 1:46.00 | Q        |
| 3     | Андрес Арройо          | Пуерто-Рико (PUR) | 1:46.17 | Q        |
| 4     | Мохамед Хамада         | Єгипет (EGY)      | 1:46.65 | q        |
| 5     | Рафіт Родріґес         | Колумбія (COL)    | 1:46.65 | SB       |
| 6     | Бойтумело Масіло       | Ботсвана (BOT)    | 1:48.48 |          |
| 7     | Люк Метьюз             | Австралія (AUS)   | 1:50.17 |          |
| 8     | Бріс Ете               | Монако (MON)      | 1:50.40 |          |

#### Забіг 3
| Місце | Спортсмен              | Країна                     | Час     | Примітки |
| ----- | ---------------------- | -------------------------- | ------- | -------- |
| 1     | Давід Рудіша           | Кенія (KEN)                | 1:45.09 | Q        |
| 2     | Рейнхардт ван Ренсбург | ПАР (RSA)                  | 1:45.67 | Q, SB    |
| 3     | Майкл Ріммер           | Велика Британія (GBR)      | 1:45.99 | Q        |
| 4     | Клейтон Мерфі          | США (USA)                  | 1:46.18 | q        |
| 5     | Джинсон Джонсон        | Індія (IND)                | 1:47.27 |          |
| 6     | Ентоні Романів         | Канада (CAN)               | 1:47.59 |          |
| 7     | Лутімар Паєс           | Бразилія (BRA)             | 1:48.38 |          |
| 8     | Бенжамін Ензема        | Екваторіальна Гвінея (GEQ) | 1:52.14 |          |
| 9     | Алекс Беддос           | Острови Кука (COK)         | 1:52.76 | PB       |

#### Забіг 4
| Місце | Спортсмен         | Країна                | Час     | Примітки |
| ----- | ----------------- | --------------------- | ------- | -------- |
| 1     | Альфред Кіпкетер  | Кенія (KEN)           | 1:46.61 | Q        |
| 2     | Андреас Бубе      | Данія (DEN)           | 1:46.67 | Q        |
| 3     | Яссін Атат        | Алжир (ALG)           | 1:46.81 | Q        |
| 4     | Альваро де Арріба | Іспанія (ESP)         | 1:46.86 |          |
| 5     | Веслі Васкес      | Пуерто-Рико (PUR)     | 1:46.96 |          |
| 6     | Чарльз Джок       | США (USA)             | 1:47.06 |          |
| 7     | Елліот Джайлс     | Велика Британія (GBR) | 1:47.88 |          |
| 8     | Єх Пур Біл        | Збірна біженців (ROT) | 1:54.67 |          |
| Н/Д   | Джошуа Ілюстре    | Гуам (GUM)            | 1:58.85 | DQ       |

#### Забіг 5
| Місце | Спортсмен          | Країна           | Час     | Примітки |
| ----- | ------------------ | ---------------- | ------- | -------- |
| 1     | Тауфік Махлуфі     | Алжир (ALG)      | 1:49.17 | Q        |
| 2     | Мостафа Смаілі     | Марокко (MAR)    | 1:49.29 | Q        |
| 3     | Джордано Бенедетті | Італія (ITA)     | 1:49.40 | Q        |
| 4     | Сьо Кавамото       | Японія (JPN)     | 1:49.41 |          |
| 5     | Джейкоб Розані     | ПАР (RSA)        | 1:49.79 |          |
| 6     | Йозеф Репчік       | Словаччина (SVK) | 1:49.95 |          |
| 7     | Найджел Амос       | Ботсвана (BOT)   | 1:50.46 |          |
| 8     | Кевін Лопес        | Іспанія (ESP)    | 1:53.41 |          |

#### Забіг 6
| Місце | Спортсмен               | Країна          | Час     | Примітки |
| ----- | ----------------------- | --------------- | ------- | -------- |
| 1     | Брендон Мак-Брайд       | Канада (CAN)    | 1:45.99 | Q        |
| 2     | Марцін Левандовський    | Польща (POL)    | 1:46.35 | Q        |
| 3     | Марк Інгліш             | Ірландія (IRL)  | 1:46.40 | Q        |
| 4     | Джефрі Різлі            | Австралія (AUS) | 1:46.93 |          |
| 5     | Абубакер Хайдар Абдалла | Катар (QAT)     | 1:47.81 |          |
| 6     | Пол Моя                 | Андорра (AND)   | 1:48.88 |          |
| 7     | Алекс Аманква           | Гана (GHA)      | 1:50.33 |          |
| Н/Д   | Абделаті Ель Гюссе      | Марокко (MAR)   | Н/Д     | DNF      |

#### Забіг 7
| Місце | Спортсмен                | Країна                                 | Час     | Примітки |
| ----- | ------------------------ | -------------------------------------- | ------- | -------- |
| 1     | П'єр-Амбруаз Бос         | Франція (FRA)                          | 1:48.12 | Q        |
| 2     | Мохаммед Аман            | Ефіопія (ETH)                          | 1:48.33 | Q        |
| 3     | Амін Белферар            | Алжир (ALG)                            | 1:48.40 | Q        |
| 4     | Даніель Андухар          | Іспанія (ESP)                          | 1:48.50 |          |
| 5     | Шарль Гретен             | Люксембург (LUX)                       | 1:48.93 |          |
| 6     | Пітер Бол                | Австралія (AUS)                        | 1:49.36 |          |
| 7     | Франкі Мботто            | Центральноафриканська Республіка (CAF) | 1:52.97 |          |
| Н/Д   | Мусаеб Абдулрахман Балла | Катар (QAT)                            | Н/Д     | DNS      |

### Півфінали
У фінал виходять по двоє перших з кожного забігу (Q), а також двоє найшвидших серед наступних місць (q).

#### Забіг 1
| Місце | Спортсмен              | Країна                | Час     | Примітки |
| ----- | ---------------------- | --------------------- | ------- | -------- |
| 1     | П'єр-Амбруаз Бос       | Франція (FRA)         | 1:43.85 | Q, SB    |
| 2     | Тауфік Махлуфі         | Алжир (ALG)           | 1:43.85 | Q, SB    |
| 3     | Марцін Левандовський   | Польща (POL)          | 1:44.56 | q,SB     |
| 4     | Фергюсон Черуйот Ротіч | Кенія (KEN)           | 1:44.65 | q        |
| 5     | Мостафа Смаілі         | Марокко (MAR)         | 1:45.78 |          |
| 6     | Клеберсон Девід        | Бразилія (BRA)        | 1:46.19 |          |
| 7     | Андрес Арройо          | Пуерто-Рико (PUR)     | 1:46.74 |          |
| 8     | Майкл Ріммер           | Велика Британія (GBR) | 1:46.80 |          |

#### Забіг 2
| Місце | Спортсмен              | Країна                     | Час     | Примітки |
| ----- | ---------------------- | -------------------------- | ------- | -------- |
| 1     | Альфред Кіпкетер       | Кенія (KEN)                | 1:44.38 | Q        |
| 2     | Борис Беріан           | США (USA)                  | 1:44.56 | Q        |
| 3     | Яссін Атат             | Алжир (ALG)                | 1:44.81 | PB       |
| 4     | Амель Тука             | Боснія і Герцеговина (BIH) | 1:45.24 |          |
| 5     | Рейнхардт ван Ренсбург | ПАР (RSA)                  | 1:45.33 | PB       |
| 6     | Брендон Мак-Брайд      | Канада (CAN)               | 1:45.41 |          |
| 7     | Андреас Бубе           | Данія (DEN)                | 1:45.87 | SB       |
| 8     | Мохаммед Аман          | Ефіопія (ETH)              | 1:46.14 |          |

#### Забіг 3
| Місце | Спортсмен          | Країна         | Час     | Примітки |
| ----- | ------------------ | -------------- | ------- | -------- |
| 1     | Давід Рудіша       | Кенія (KEN)    | 1:43.88 | Q        |
| 2     | Клейтон Мерфі      | США (USA)      | 1:44.30 | Q, PB    |
| 3     | Адам Кщот          | Польща (POL)   | 1:44.70 |          |
| 4     | Аянлех Сулейман    | Джибуті (DJI)  | 1:45.19 |          |
| 5     | Марк Інгліш        | Ірландія (IRL) | 1:45.93 |          |
| 6     | Джордано Бенедетті | Італія (ITA)   | 1:46.41 | SB       |
| 7     | Амін Белферар      | Алжир (ALG)    | 1:46.55 |          |
| 8     | Мохамед Хамада     | Єгипет (EGY)   | 1:48.17 |          |

### Фінал
| Місце | Спортсмен              | Країна        | Час     | Примітки |
| ----- | ---------------------- | ------------- | ------- | -------- |
| 1     | Давід Рудіша           | Кенія (KEN)   | 1:42.15 |          |
| 2     | Тауфік Махлуфі         | Алжир (ALG)   | 1:42.61 | NR       |
| 3     | Клейтон Мерфі          | США (USA)     | 1:42.93 |          |
| 4     | П'єр-Амбруаз Бос       | Франція (FRA) | 1:43.41 |          |
| 5     | Фергюсон Черуйот Ротіч | Кенія (KEN)   | 1:43.55 |          |
| 6     | Марцін Левандовський   | Польща (POL)  | 1:44.20 |          |
| 7     | Альфред Кіпкетер       | Кенія (KEN)   | 1:46.02 |          |
| 8     | Борис Беріан           | США (USA)     | 1:46.15 |          |